# Micropep Technologies
Micropep Technologies est une start-up qui développe des biostimulants et bioherbicides, contenant des peptides naturels, comme alternative aux pesticides et intrants chimiques,,.
La société est née de recherche sur les microARNs effectuées au sein du groupe « Symbiose Mycorhizienne et Signalisation Cellulaire » du laboratoire LRSV (dépendant de l'université Toulouse-III-Paul-Sabatier et du CNRS),.
Récipiendaire de plusieurs prix, tels que le Mondial de l’innovation 2016 ou le Concours i-Lab 2017, Micropep vise une commercialisation de ses produits en 2025.

## Technologie
La start-up a développé des biostimulants et des herbicides naturels à l'aide de micro-peptides, des acides aminés. Ces derniers sont des protéines naturelles qui permettent de réguler de façon temporaire l'expression des gènes ciblés, pour des espèces elles-aussi ciblées. Il est ainsi possible d'accélérer ou au contraire de ralentir la croissance des plantes, ou encore de renforcer leur système immunitaire. À noter qu'à la différence des OGM, aucune modification de l'ADN n'est nécessaire,,,,. Sa technologie est protégée par une quinzaine de brevets.

## Histoire
En 2012, Jean-Philippe Combier découvre que des micro-peptides permettent d'améliorer et contrôler le métabolisme des plantes.
Entre 2013 et 2015, la SATT de Toulouse investit 500 000 euros dans la technologie[réf. souhaitée].
En 2016, Thomas Laurent, Jean-Philippe Combier et Dominique Lauressergues fondent Micropep Technologies[réf. souhaitée].
En 2018, Micropep lève quatre millions d'euros auprès de Sofinnova Partners et d'Irdi Soridec Gestion,. En 2021, Micropep lève Huit point cinq millions d'euros auprès de Supernova Invest, FMC Ventures, Sofinnova Partners et d'Irdi Capital-investissement[réf. souhaitée]. En 2022, Micropep lève 8,75 millions d'euros auprès de Fall Line Capital Supernova Invest, FMC Ventures, Sofinnova Partners et d'Irdi Capital-investissement